# Saved
Saved är Bob Dylans 20:e Mall:Studioalbum, utgivet i juni 1980. Albumet är det andra efter Dylans pånyttfödelse som kristen, och ett av tre album under vad som brukar kallas hans kristna period. Liksom på föregångaren Slow Train Coming från 1979 är musiken gospelinfluerad och texterna handlar ofta om Dylans personliga tro.

## Låtlista
Låtarna skrivna av Bob Dylan, där inget annat namn anges.
1. "A Satisfied Mind" (Joe Hayes, Jack Rhodes) - 1:57
2. "Saved" (Tim Drummond, Bob Dylan) - 4:00
3. "Covenant Woman" - 6:02
4. "What Can I Do For You?" - 5:54
5. "Solid Rock" - 3:55
6. "Pressing On" - 5:11
7. "In the Garden" - 5:58
8. "Saving Grace" - 5:01
9. "Are You Ready" - 4:41

## Medverkande
- Bob Dylan - gitarr, munspel, keyboard, sång
- Carolyn Dennis - sång
- Tim Drummond - bas
- Regina Havis - sång
- Jim Keltner - trummor
- Clydie King - sång
- Spooner Oldham - keyboard
- Fred Tackett - gitarr
- Monalisa Young  - sång
- Terry Young - keyboard, sång